# 杨一堂
杨一堂（1930年10月—2008年12月10日），男，汉族，云南石屏人，中华人民共和国政治人物，曾任云南省政协副主席，云南省人大常委会副主任，第六届全国政协委员。